# J.League Division 2 2002
Die J.League Division 2 2002 war die vierte Spielzeit der japanischen Vereinsfußballliga J.League Division 2. An ihr nahmen zwölf Vereine teil. Die Saison begann am 3. März und endete am 24. November 2002, aufgrund der in Japan und Südkorea stattfindenden Weltmeisterschaft wurden zwischen dem 12. Mai und dem 5. Juli keine Spiele ausgetragen.
Meister und damit Aufsteiger in die J.League Division 1 2003 wurde Ōita Trinita. Neben Ōita stieg auch der Vizemeister Cerezo Osaka auf.

## Modus
Die Saison wurde in einem doppelten Doppelrundenturnier ausgetragen, die Vereine spielten demnach viermal gegeneinander, zweimal zuhause und zweimal auswärts; insgesamt ergaben sich somit insgesamt 44 Partien pro Mannschaft. Die in den Vorsaisons bei Gleichstand nach 90 Minuten angewendete Verlängerung mit Golden-Goal-Regel wurde ersatzlos gestrichen.
Für einen Sieg gab es drei Punkte, bei einem Unentschieden gab es für jede Mannschaft einen Zähler. Die Tabelle wurde also nach den folgenden Kriterien erstellt:
1. Anzahl der erzielten Punkte
2. Tordifferenz
3. Erzielte Tore
4. Ergebnisse der Spiele untereinander
5. Entscheidungsspiel oder Münzwurf

Die beiden Vereine mit den meisten Punkten stiegen am Ende der Saison in die J.League Division 1 2003 auf.

## Teilnehmer
Insgesamt nahmen zwölf Mannschaften an der Spielzeit teil. Hierbei stiegen der Vorjahresmeister Kyōto Purple Sanga sowie der Vizemeister Vegalta Sendai in die Division 1 2002 auf; Kyōto kehrte nach dem Ausscheiden aus der Division 1 am Ende der Saison 2000 direkt in diese Spielklasse zurück, die Mannschaft aus Sendai dagegen erreichte zum ersten Mal in ihrer Geschichte eine höchste Spielklasse des japanischen Fußballs.
Ersetzt wurden die beiden Aufsteiger durch die schlechtesten zwei Mannschaften der Division 1 2001. Der Tabellenvorletzte Avispa Fukuoka kehrte hierbei nach sechs Jahren, Schlusslicht Cerezo Osaka nach sieben Jahren in eine zweithöchste japanische Fußballliga zurück; beide Vereine waren vor ihrer Aufnahme in die J.League Bestandteile der ersten Japan Football League.
Erstmals seit Bestehen der Division 2 gab es mangels geeigneter Kandidaten keinen Aufsteiger, ein Zustand, der sich auch in den kommenden Jahren bis zur Aufnahme von Thespa Kusatsu und Tokushima Vortis zur Saison 2005 nicht veränderte.
| Verein            | Stadt/Region               | Stadion                                            |
| ----------------- | -------------------------- | -------------------------------------------------- |
| Albirex Niigata   | Niigata & Seirō, Niigata   | Niigata Stadium und Niigata City Athletic Stadium1 |
| Avispa Fukuoka    | Fukuoka, Fukuoka           | Hakatanomori Football Stadium2                     |
| Cerezo Osaka      | Osaka, Osaka               | Nagai Stadium und Nagai Second Stadium3            |
| Kawasaki Frontale | Kawasaki, Kanagawa         | Todoroki Athletics Stadium                         |
| Mito HollyHock    | Mito, Ibaraki              | Hitachinaka City Stadium und Kasamatsu Stadium4    |
| Montedio Yamagata | Yamagata, Yamagata         | Yamagata Park Stadium                              |
| Ōita Trinita      | Ōita, Ōita                 | Ōita Athletic Stadium und Ōita Stadium5            |
| Ōmiya Ardija      | Saitama, Saitama           | Ōmiya Park Stadium6                                |
| Sagan Tosu        | Tosu, Saga                 | Tosu Stadium7                                      |
| Shonan Bellmare   | Hiratsuka, Kanagawa        | Hiratsuka Athletic Stadium                         |
| Ventforet Kofu    | Städteverbund in Yamanashi | Kose Sports Park Stadium                           |
| Yokohama FC       | Yokohama, Kanagawa         | Mitsuzawa Football Stadium8                        |

Bemerkungen
1. Albirex Niigata trug je elf Spiele in beiden Stadien aus.[2]
2. Avispa Fukuoka trug ein Heimspiel im Honjō Athletic Stadium in Kitakyūshū, Fukuoka aus.[3]
3. Cerezo Osaka nutzte während der Saison zwei der insgesamt drei Stadien im Nagai Park. Im 47.000 Zuschauer fassenden Nagai Stadium wurden zehn, im für 15.000 Besucher ausgelegten Nagai Second Stadium neun Spiele ausgetragen. Darüber hinaus fanden zwei Spiele im Ōjiyama Stadium in Ōtsu, Shiga und ein Spiel im Suzuka Sports Garden in Suzuka, Mie statt.[4]
4. Mito HollyHock trug je zehn Heimspiele im Hitachinaka City Stadium in Hitachinaka, Ibaraki und im Kasamatsu Stadium in Naka, Ibaraki aus. Zusätzlich dazu fanden zwei Heimspiele im Mito Stadium in Mito, Ibaraki statt.[5]
5. Ōita Trinita trug zwölf Heimspiele im Ōita Athletic Stadium und acht Spiele im Ōita Stadium aus. Darüber fanden je ein Heimspiel im Nagasaki Athletic Stadium in Nagasaki, Nagasaki und im Kumamoto Suizenji Stadium in Kumamoto, Kumamoto statt.[6]
6. Ōmiya Ardija trug zwei Heimspiele im Saitama Stadium 2002 und ein Heimspiel im Urawa Komaba Stadium aus.[7]
7. Sagan Tosu trug zwei Heimspiele im Saga Athletic Stadium in Saga, Saga aus.[8]
8. Yokohama FC trug zehn Heimspiele im Mitsuzawa Football Stadium und sechs Spiele im Mitsuzawa Athletic Stadium aus, darüber hinaus fanden vier Spiele im Yumenoshima Stadium in Tokio und je ein Spiel im Yokohama International Stadium und im Edogawa Athletic Stadium in Tokio statt.[9]

## Trainer
| Verein            | Cheftrainer                                            |
| ----------------- | ------------------------------------------------------ |
| Montedio Yamagata | Kōichi Hashiratani                                     |
| Mito HollyHock    | Masaaki Kanno                                          |
| Omiya Ardija      | Henk Duut                                              |
| Kawasaki Frontale | Nobuhiro Ishizaki                                      |
| Yokohama FC       | Katsuyoshi Shintō                                      |
| Shonan Bellmare   | Kōji Tanaka                                            |
| Ventforet Kofu    | Takeshi Ōki                                            |
| Albirex Niigata   | Yasuharu Sorimachi                                     |
| Cerezo Osaka      | Akihiro Nishimura                                      |
| Avispa Fukuoka    | Masataka Imai → Tatsuya Mochizuki → Shigekazu Nakamura |
| Sagan Tosu        | Hiroshi Soejima                                        |
| Oita Trinita      | Shinji Kobayashi                                       |

## Spieler
| Verein            | Spieler |
| ----------------- | --- |
| Montedio Yamagata | Katsumi Suzuki (23/0), Toshihiko Uchiyama (13/0), Masayuki Ōta (38/0), Yoshifumi Ōno (16/0), Taku Watanabe (25/0), Kenji Takahashi (43/2), Nobuhiro Sadatomi (15/0), Atsushi Nagai (39/0), Hideo Ōshima (38/6), Yūsuke Satō (40/9), Ryōsuke Nemoto (38/4), Ryō Sakai (32/3), Yūki Inoue (41/1), Shigeru Sakurai (4/0), Jun Kokubo (26/0), Hideki Matsuda (8/1), Masaru Akiba (7/0), Takeshi Saitō (19/0), Masakazu Washida (43/1), Mitsumasa Yoda (19/0), Yoshimasa Fujita (21/1), Kentarō Suzuki (34/1), Ippei Saga (8/0), Ryōhei Nishiwaki (10/0) |
| Mito HollyHock    | Kōji Homma (28/0), Masanori Kizawa (40/0), Daisuke Tomita (36/2), Masaki Ogawa (41/2), Toshimasa Toba (34/0), Masato Yamasaki (34/6), An Sun-jin (28/0), Yoshio Kitajima (38/1), Tomotaka Fukagawa (17/0), Nobuyasu Ikeda (21/0), Yoshio Kitagawa (31/7), Kentarō Yoshida (31/5), Taijirō Kurita (42/2), Kazuaki Kamizono (39/1), Hwang Hak-sun (17/1), Keita Isozaki (6/0), Takayoshi Ono (36/14), Ryōji Yamanaka (1/0), Ken Ishikawa (17/0), Takashi Kiyama (31/1), Tsuyoshi Kaneko (2/0), Shōhei Yamamoto (25/0), Kenji Hada (6/0), Nozomu Kanaguchi (10/1) |
| Omiya Ardija      | Hidetoyo Watanabe (2/0), Seiichirō Okuno (40/1), Yūji Kamimura (23/1), Toninho (43/5), Ryūgo Okamoto (33/2), Masato Harasaki (36/3), Hideyuki Ujiie (31/0), Ken Iwase (2/0), Valdes (32/13), Hisashi Kurosaki (35/7), Kazushi Isoyama (4/0), Hiromi Kojima (11/3), Kōhei Morita (32/4), Hiromasa Suguri (10/1), Shinji Ōtsuka (15/1), Masato Saitō (35/3), Akinori Kosaka (10/0), Yūsuke Shimada (1/0), Daiju Matsumoto (33/1), Tomoyasu Andō (23/0), Hiroki Aratani (12/0), Eiji Kawashima (8/0), Shin Kanazawa (28/1), Tetsuya Nishiwaki (1/0), Yoshiya Takemura (21/0), Kōsuke Kitani (2/0), Satoshi Yokoyama (17/1), Shintarō Harada (2/0), Akira Itō (43/4), Jorginho (3/0), Usta (16/0) |
| Kawasaki Frontale | Takeshi Urakami (42/0), Hiroki Itō (44/3), Hideki Sahara (13/1), Marco (2/0), Alex (20/1), Yoshinobu Minowa (40/4), Shūhei Terada (4/1), Tōru Oniki (39/0), Tomoaki Kuno (24/1), Bentinho (36/16), Marquinho (26/4), Yuzuki Itō (4/2), Kensuke Kagami (22/1), Takehito Shigehara (30/0), Taketo Shiokawa (38/4), Kenji Kikawada (34/2), Shin’ya Yoshihara (2/0), Akira Konno (21/2), Kōhei Hayashi (11/1), Yasuhiro Nagahashi (34/5), Yasutaka Kobayashi (6/2), Masaru Kurotsu (8/1), Kazunori Iio (7/2), Kazuki Ganaha (21/3), Takumi Watanabe (14/0), Kazunari Okayama (37/1), Marlon (23/12) |
| Yokohama FC       | Hiroki Mizuhara (39/0), Yukinori Shigeta (26/2), Kōhei Usui (32/1), Tomohide Nakazawa (9/0), Shingo Morita (20/3), Hiroaki Kumon (21/0), Yoshikazu Gotō (32/0), Tsuyoshi Yoshitake (41/2), Kenji Arima (25/2), Masami Satō (26/1), Kōsaku Masuda (23/1), Akihiro Yoshida (5/0), Hirotoshi Yokoyama (2/0), Yūji Hironaga (32/5), Hiroaki Tajima (35/5), Takuya Jinno (40/8), Tomotaka Kitamura (19/2), Shingi Ono (42/8), Masato Ishida (18/2), Tamotsu Komatsuzaki (5/0), Tomoya Uchida (10/0), Tomoyoshi Ono (14/0), Shin’ya Sakoi (42/0), Mikio Manaka (19/0), Takafumi Yoshimoto (14/1), Kōji Nakao (7/0), Moner (11/0) |
| Shonan Bellmare   | Yūji Itō (19/0), Osamu Umeyama (40/0), Hideaki Tominaga (32/1), Palacios (40/5), Hiroyuki Shirai (33/0), Yasuhide Ihara (22/1), Yoshikazu Suzuki (29/2), Keisuke Kurihara (38/7), Yasunori Takada (42/9), Silva (16/1), Kōji Sakamoto (38/7), Daisuke Sudō (22/5), Toshiki Koike (6/0), Kōji Nakazato (4/0), Daisuke Kimori (6/0), Yū Tokisaki (27/0), Tatsuhiro Nishimoto (1/0), Kazuhiko Tanabe (18/0), Masahito Suzuki (25/0), Yoshihide Nishikawa (2/0), Kei Sugimoto (4/0), Takayoshi Toda (22/3), Takanori Nakajima (11/0), Daishi Katō (23/0), Takumi Motohashi (15/1), Tomoyuki Yoshino (27/1), Shingo Kumabayashi (28/2) |
| Ventforet Kofu    | Yūsaku Tanioku (7/0), Masahiro Kanō (12/0), Masayoshi Yoshida (2/0), Kenji Nakada (23/1), Hiroyuki Dobashi (26/1), Kazuki Kuranuki (44/1), Manabu Komatsubara (8/1), Ken Fujita (33/5), Naoki Urata (10/1), Tetsuya Ōishi (29/0), Katsuya Ishihara (40/4), Yūsuke Yoshizaki (14/0), Hitoshi Matsushima (24/1), Tomoyoshi Tsurumi (41/8), Hayato Yano (1/0), Jun Mizukoshi (33/4), Yūsuke Kawakita (9/0), Tatsuya Tsuruta (36/0), Kōsuke Suzuki (7/0), Kōichi Yokozeki (5/0), Yukihiro Aoba (43/0), Ken’ichi Ego (1/0), Shin’ya Nasu (28/4), Yoshitaka Kageyama (38/8), Reiji Nakajima (1/0), Naoki Makino (4/0), Yōsuke Ikehata (36/1), Tsuyoshi Nakao (1/0), Alair (21/0), Jorginho (16/7) |
| Albirex Niigata   | Kōichi Kidera (2/0), Yoshiaki Maruyama (40/0), Sergio (39/6), Katsuo Kanda (33/2), Tadahiro Akiba (41/1), Yoshito Terakawa (42/9), Beto (29/11), Marcus (36/19), Ryōji Ujihara (34/5), Katsuyuki Miyazawa (31/6), Kenji Arai (2/0), Naoki Takahashi (14/1), Isao Homma (6/0), Ryūji Sueoka (5/0), An Yong-hak (39/3), Hikaru Mita (30/0), Yōsuke Nozawa (43/0), Tarō Hasegawa (12/0), Masahiro Fukazawa (39/3), Kōichirō Katafuchi (3/0), Tōru Kaburagi (5/0), Satoru Kobayashi (39/1), Yūzō Funakoshi (34/7), Masahiro Ōhashi (4/0), Tatsunori Yamagata (2/0), Shin’ya Chiba (1/0), Shinji Jōjō (1/0) |
| Cerezo Osaka      | Seigo Shimokawa (32/0), Yasushi Kita (37/2), Daisuke Saitō (6/0), Mitsunori Yamao (17/0), Kazuaki Tasaka (17/2), Joao (38/5), Yoon Jong-hwan (26/2), Satoru Suzuki (43/2), Hiroaki Morishima (37/12), Kenji Ōshiba (12/3), Turkovic (38/11), Yasuo Manaka (28/13), Takao Yamauchi (8/1), Michiharu Sugimoto (2/0), Yoshito Ōkubo (29/18), Nobuki Hara (18/1), Kiyokazu Kudō (35/3), Takanori Nunobe (34/0), Naoki Mori (3/0), Akinori Nishizawa (34/8), Kazumasa Kawano (13/0), Hisato Satō (13/2), Chung Yong-dae (11/0), Yūichi Nemoto (34/4), Takaaki Tokushige (20/1), Yoshiki Nakai (8/1), Takeshi Hamada (14/0) |
| Avispa Fukuoka    | Tomoaki Ōgami (38/0), Shin’ichi Kawaguchi (2/0), Yoshitaka Fujisaki (11/0), Mitsuaki Kojima (31/0), Naruyuki Naitō (27/1), Yoshiyuki Shinoda (43/5), Satoru Noda (16/0), Hiroki Hattori (20/4), Wagner Lopes (19/6), Noh Jung-yoon (33/5), Bisconti (15/4), Hideki Tsukamoto (7/0), Takeshi Ushibana (16/1), Seiji Koga (17/1), Kazuhisa Iijima (34/1), Yoshifumi Yamada (9/0), Kōhei Miyazaki (27/2), Tomoji Eguchi (30/10), Daisuke Nitta (1/0), Shigeki Kurata (27/1), Toshikazu Katō (8/0), Ken’ichirō Meta (6/0), Keisuke Ōta (4/1), Tōru Miyamoto (5/0), Kōichirō Nagatomo (2/0), Kazuyuki Ōtsuka (16/1), Hiroshi Fukushima (8/0), Asuka Tateishi (7/0), Hiroyuki Hayashi (10/2), Takeo Harada (22/0), Yū Kawamura (8/1), Yūji Miyahara (14/0), Sabo (17/1), Alen (24/10), Hiroki Mihara (14/1), Shin’ya Kawashima (14/0) |
| Sagan Tosu        | Tetsuharu Yamaguchi (18/0), Takuji Miyoshi (34/0), Kōhei Yamamichi (24/0), Rikiya Kawamae (41/0), Yoshinori Matsuda (9/0), Keisuke Mori (15/0), Ōmi Satō (40/4), Kōsei Kitauchi (22/0), Naoki Ishibashi (14/0), Katsuhiro Suzuki (27/0), Motoki Kawasaki (39/3), Kōichi Sekimoto (16/0), Kenji Takagi (17/0), Kōji Fujikawa (2/0), Naohiro Tamura (22/0), Satoshi Miyagawa (22/1), Yoshiyuki Takemoto (19/1), Junnosuke Schneider (24/0), Hiroshi Morita (38/14), Tatsuomi Koishi (31/3), Takashi Furukawa (18/0), Jirō Yabe (40/3), Haruhiko Satō (37/2), Pinto (1/0), Bisconti (24/10), Kōji Maeda (16/0) |
| Oita Trinita      | Hayato Okanaka (42/0), Takashi Miki (44/0), Sandro (37/4), Tetsuya Yamazaki (8/1), Tetsurō Uki (42/0), Daiki Wakamatsu (35/3), Teppei Nishiyama (40/4), Iwao Yamane (26/4), Takayuki Yoshida (41/9), Fabinho (33/7), Andradina (39/18), Daiki Takamatsu (33/6), Haruki Seto (24/1), Takashi Umeda (14/1), Keita Kanemoto (27/0), Yūzō Wada (4/0), Michiaki Kakimoto (14/0), Shōta Matsuhashi (9/0), Kenji Koyama (3/0), Kentarō Uramoto (4/0), Kōji Arimura (43/3), Marcelo (1/0), Tomoaki Komorida (31/4), Ryōsuke Kijima (15/0) |

## Statistik

### Tabelle
| Pl.                    | Verein             | Sp. | S  | U  | N  | Tore    | Diff. | Punkte |
| ---------------------- | ------------------ | --- | -- | -- | -- | ------- | ----- | ------ |
| 1.                     | Ōita Trinita       | 44  | 28 | 10 | 6  | 067:340 | +33   | 94     |
| 2.                     | Cerezo Osaka (A)   | 44  | 25 | 12 | 7  | 093:530 | +40   | 87     |
| 3.                     | Albirex Niigata    | 44  | 23 | 13 | 8  | 075:470 | +28   | 82     |
| 4.                     | Kawasaki Frontale  | 44  | 23 | 11 | 10 | 071:530 | +18   | 80     |
| 5.                     | Shonan Bellmare    | 44  | 16 | 16 | 12 | 046:430 | +3    | 64     |
| 6.                     | Ōmiya Ardija       | 44  | 14 | 17 | 13 | 052:420 | +10   | 59     |
| 7.                     | Ventforet Kofu     | 44  | 16 | 10 | 18 | 051:550 | −4    | 58     |
| 8.                     | Avispa Fukuoka (A) | 44  | 10 | 12 | 22 | 058:690 | −11   | 42     |
| 9.                     | Sagan Tosu         | 44  | 9  | 14 | 21 | 041:640 | −23   | 41     |
| 10.                    | Mito HollyHock     | 44  | 11 | 7  | 26 | 045:730 | −28   | 40     |
| 11.                    | Montedio Yamagata  | 44  | 6  | 17 | 21 | 029:570 | −28   | 35     |
| 12.                    | Yokohama FC        | 44  | 8  | 11 | 25 | 043:810 | −38   | 35     |
| Stand: Ende der Saison |                    |     |    |    |    |         |       |        |

| (A) | Absteiger aus der J.League Division 1 2001: Avispa Fukuoka, Cerezo Osaka |